# 帕拉克鱷屬
帕拉克鱷屬（學名：Paluxysuchus）是種已滅絕鱷形超目動物，是新鱷類的一屬，化石被發現於美國德州中北部，屬於雙子山組（Twin Mountains Formation）地層，地質年代相當於白堊紀早期的晚阿普第階。目前只有一種，模式種 紐曼氏帕拉克鱷（P. newmani）。種系發生學分析顯示，帕拉克鱷是稜角鱗鱷科、真鱷類的姊妹分類單元，後兩者形成一個小型演化支。